# Okha port
Okha port é uma vila no distrito de Jamnagar, no estado indiano de Guzerate.

## Demografia
Segundo o censo de 2001, Okha port tinha uma população de 18,847 habitantes. Os indivíduos do sexo masculino constituem 55% da população e os do sexo feminino 45%. Okha port tem uma taxa de alfabetização de 60%, superior à média nacional de 59.5%: a literacia no sexo masculino é de 70% e no sexo feminino é de 48%. Em Okha port, 13% da população está abaixo dos 6 anos de idade.